# Hlynjany
Hlynjany (ukrainsk: Глиня́ни, tr. Hlynjany, ukrainsk udtale: [ɦɫɪˈnʲɑnɪ]; polsk: Gliniany}; jiddisch: גלינא, tr. Glina) er en lille by i Lviv rajon, Lviv oblast (region) i Ukraine. Den er hjemsted for administrationen af Hlyniany urban hromada, en af hromadaerne i Ukraine. I 2021 havde byen  3.005 indbyggere.
Den jødiske befolkning var 2.418 i 1910.

## Historie
I 1340 blev Hlynjany sammen med hele Røderutenien en del af Kongeriget Polen/Den polsk-litauiske realunion, hvor det forblev indtil 1772 (se Polens 3 delinger). Landsbyen, der blev kaldt Gliniany, hørte til Lwow Land i Ruthenisk voivodskab. Den fik i 1397 byrettigheder af Vojvode af Sandomierz og Starosta af Rødovre, Jan z Tarnowa. I 1425 bekræftede kong Wladyslaw Jagiello Glinianys charter i 1425. I sommeren 1537 var den et af centrene i den såkaldte Kyllingekrig.